# Szalárdi János
Szalárdi János (Szatmár vármegye, 1601. július 23. – Fogaras, 1666. szeptember 27. előtt, feltehetőleg augusztus 3-án) 17. századbeli erdélyi hivatalnok, történetíró.

## Életpályája
Külföldi egyetemeken tanult. 1633–1638 között az erdélyi fejedelmi kancellárián a nagyobb kancellária írnoka volt, 1637-től pedig fejedelmi vicesecretarius, ami a kancellária napi működésének irányítását jelentette. 1638-tól a gyulafehérvári fejedelmi levéltár conservator-ává nevezték ki. Nagyvárad török elfoglalása előtt, feltehetőleg 1640 és 1660 között a váradi káptalan levélkeresőjeként (requisitor) dolgozott. 1664-től élete végéig a kolozsmonostori konvent levéltárának egyik őreként tevékenykedett. 1665-től a várőrségek tartására kivetett adó, a vöröstoronyi harmincad jövedelme és a Szamoson túli országos jövedelmek perceptora (adóbeszedője) lett. Az 1666 februári országgyűlésen a „partiumbeli, Kolos, Doboka, Belső-Szolnok vármegyebeli hódoltatás alatt levő részeinek minden rendbeli pénzbeli adónak és egyéb jövedelemnek generális perceptorának” (azaz adóbeszedőnek) rendelték ki.

## Munkássága
Kéziratban maradt munkája Szalárdi János siralmas krónikája. A mű fontos forrás az 1657. évi szerencsétlen végű lengyelországi hadjárat utáni zavaros időszak tekintetében, egyben az első nagyobb kísérlet a rendszeres történetírásra.
Szalárdi életében – feltehetőleg anyagi okok miatt – nem nyomtatták ki. A kéziratot 1666-ban a gyulafehérvári kollégium könyvtárában őrizték. 1853-ban Kemény Zsigmond adta ki az Újabb Nemzeti Könyvtár II. folyamában, új kiadása 1980-ban Szakály Ferenc gondozásában jelent meg.
- Apa és fiú. 1630–1661. Szalárdi János írásaiból; bev. Asztalos Miklós; Franklin, Bp., 1942 (Erdély öröksége)
- Szalárdi János siralmas magyar krónikája; sajtó alá rend., bev., jegyz. Szakály Ferenc; Helikon, Bp., 1980 (Bibliotheca historica)
- Emlékirat Várad várának 1660. évi megszállásáról; sajtó alá rend. Nagy Levente, Csillag István, bev. Nagy Levente; ELTE BTK, Bp., 1997 (Első közlés)
- "Várad várának, az pogány török által megh szállásárul...". Szalárdi János emlékirata Várad 1660. évi veszedelméről; szerk., tan. Balla Tünde és Lakatos Attila, latin szövegford. Szvorényi Róbert; hasonmás kiad.; OSZK–Partium, Bp.–Nagyvárad, 2013